# Чума Антоніна

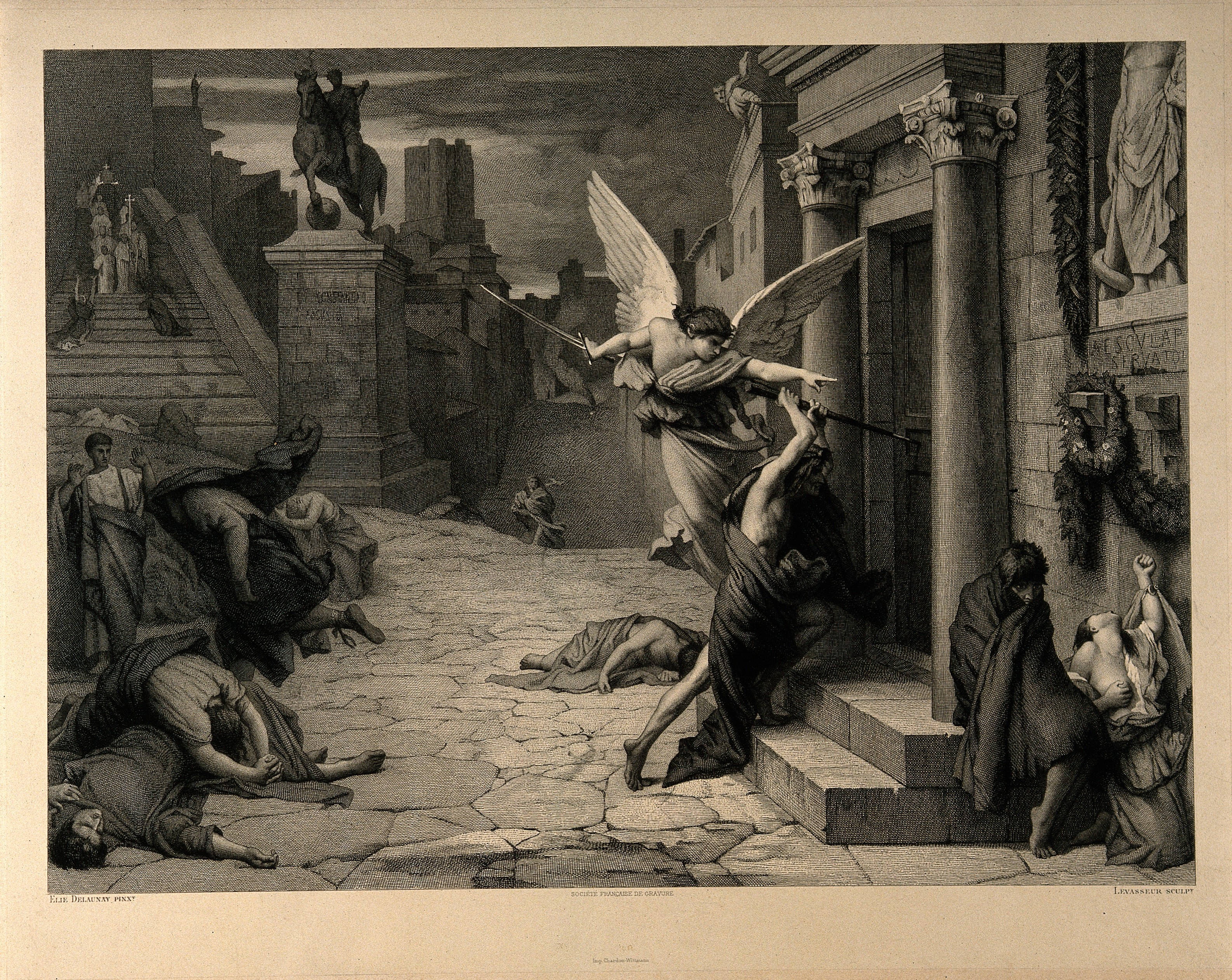
Ангел смерті, що стукає в двері під час чуми Антоніна. Гравюра Левассера з картини Жуля-Елі Делоне (1869)

Чума Антоніна (також відома як Моровиця Антоніна, Чума Галена) — пандемія невідомої інфекційної хвороби, яка відбулася упродовж 165—180 років на теренах Римської імперії та країнах Близького Сходу. Науковці достеменно не знають, яка хвороба спричинила цю ймовірно першу пандемію в історії людства. Підозрюють чуму, натуральну віспу, кір. Пандемія, ймовірно, забрала життя римського імператора Луція Вера, який помер у 169 році і був співправителем Марка Аврелія Антоніна, когномен якого Антонін (іноді Антоній), став асоціюватися з пандемією. За словами римського історика Діона Кассія (155—235), хвороба спричиняла до 2000 смертей на день в Римі, захворіло чверть населення Риму, близько 25 % з них померло. Загальна кількість померлих в усіх місцях поширення епідемії оцінюється в 5 мільйонів, хвороба призвела до смерті приблизно третини населення в деяких районах і спустошила римську армію. Мор Антоніна, ймовірно, спричинив більше смертей, ніж будь-яка інша епідемія в Римській імперії до середини III століття.

## Перебіг пандемії
Стародавні джерела стверджують, що епідемія з'явилася вперше під час Парфянської війни 161—166 років, при облозі Римом Селевкії взимку 165—166 рр. Навесні втрати в рядах римської армії були такими, що успішний наступ у Мідії довелося скасувати, і війська повернулися на свої бази. Це рішення командування виявилося фатальним: поверталися з походу солдати занесли заразу в межі імперії. З Сирії вона незабаром перекинулася в Малу Азію, а звідки через густонаселені міста, такі як Смірна, Ефес і Афіни, поширилася в Греції та інших провінціях. Завдяки розвиненій мережі доріг і морських шляхів сполучення епідемія незабаром дісталася до найглухіших і віддалених районів імперії. Повідомлялося, що пандемія поширилася на Галію та на легіони, що стояли вздовж Рейна. Велика кількість населення померла по всій Римській імперії. Основний наступ на маркоманів було перенесено на 169 рік через брак імперських військ.
Є припущення, що пандемія, можливо, також вибухнула у Східному Китаї до 166 року, про що є відповідні повідомлення про епідемію в китайських записах. Пандемія вплинула на римську культуру та літературу і, можливо, сильно позначилася на індоримських торговельних відносинах. Мор, що уразив Східну Ханьську імперію, за часів правління імператора Хуаня Хань (146—168) та імператора Лінг Хань (168—189) із спалахами 151, 161, 171, 173, 179, 182 та 185 років — можливо, був пов'язаний з Антоніновою моровицею на західному кінці Євразії.
У 166 році, під час пандемії, грецький лікар Гален вирушив з Риму до себе додому в Малу Азію. Він повернувся до Риму в 168 році, коли його викликали два співімператори Марк Аврелій і Луцій Вер. Він був присутній під час епідемії серед військ, дислокованих в Аквілеї взимку 168—169 років. Гален коротко записав спостереження та опис епідемії в трактаті «Медичне мистецтво», а інші посилання на нього розкидані серед його об'ємних творів. Він характеризував пандемію як «велику» і тривалу, згадував гарячку, діарею та фарингіт, а також пошкодження шкіри, іноді сухість її, а іноді гнійничкове ураження, що з'являється на дев'ятий день хвороби. Причиною виникнення хвороби Гален вважав дисбаланс внутрішніх рідин організму і був переконаний, що видужання має подіяти, якщо видалиться з організму надлишкова рідина через пухирі, що з'являються на тілі хворого на дев'ятий день після зараження. У четвертій книзі трактату «Медичне мистецтво» Гален писав, що, якщо висип супроводжувалася гнійними пухирями, пацієнт міг сподіватися на одужання. В іншому випадку він, як правило, помирав. Опис, наданий Галеном, чітко не окреслює природу захворювання, але науковці, як правило, вважають, що це була натуральна віспа.
Є думка, що моровиця Антоніна та пізніша чума Кипріяна (251 — приблизно 270 рік) були епідеміями двох різних захворювань: натуральної віспи та кору. Сильне спустошення європейського населення через дві тяжкі пандемії може свідчити про те, що люди не зустрічалися раніше з цією хворобою або хворобами, що принесло імунітет тим, хто вижив. Інші історики вважають, що обидві епідемії спричинила натуральна віспа. Остання гіпотеза підкріплюється молекулярними дослідженнями, що відносять еволюцію кору десь після 500 року.
пандемія мала значні соціальні та політичні наслідки у всій Римській імперії. Було зроблено висновок, що як правління Марка Аврелія стало переломним явищем в історії Римської імперії, і особливо в літературі та мистецтві, і цю кризу спричинила пандемія. У цей час володіння імперії протягнулися від Верхнього Єгипту до Північної Британії і від Месопотамії до Атлантичного узбережжя. Протяжність кордонів перевищувала 10 000 км, а в їх межах проживало, згідно з найпоширенішими оцінками, близько 65 мільйонів людей, що на той час становило чверть всього людства. Стародавній світ ніколи не оговтався від удару, нанесеного йому пандемією Антоніна. Під час Маркоманських війн Марк Аврелій написав свій філософський твір «Роздуми», в якому в уривку IX.2 зазначив, що «навіть мор навколо нього був менш смертельним, ніж брехня, зла поведінка та відсутність справжнього розуміння». Коли він лежав, помираючи, Марк Аврелій вимовив слова: «Не плачте за мною; подумайте скоріше про моровицю та смерть багатьох інших».

## Прояви хвороби
Гален дав опис найбільш поширених симптомів:
- гарячка;
- діарея, випорожнення при цьому були чорнуваті, що можливо свідчило про шлунково-кишкову кровотечу;
- блювання;
- спрага;
- набряклість горла та кашель, що поширював неприємний запах;
- висип по всьому тілу у вигляді червоних та чорних папул.

## Натуральна віспа
Дослідження говорять про те, що кір у цей період не був достатньо розвинений для створення такої пандемії. Крім того, записані прояви хвороби відповідають більше натуральній віспі. Після десятиденного інкубаційного періоду хворий захворює з гарячкою, нудотою, а через два дні формуються пустули. Жахливий біль призводив до висмикування волосся. Можливим було виникнення гангрени. Рівень летальності від натуральної віспи з моменту сталого її поширення у VI столітті коливався у межах 60—80 %, що також приблизно відбувалося при Антоніновій пандемії. Хвороба може передаватися на будь-якій стадії хвороби тим, хто намагається піклуватися про недужих. Кашель та чхання пояснює швидкість зараження оточуючих.

## Кір
Деякі симптоми кору нагадують такі, що відбувалися при Антоніновій моровиці. Висока гарячка призводить до спраги, іноді може бути блювання та діарея. Висип у вигляді папул є частим. Але при кору присутні мають бути нежить, чхання, виразний кон'юнктивіт. Висип має циклічність від голови по тулубу до нижніх ділянок ніг та рук. Чим більше тяжкість клінічного перебігу, тим інтенсивніше зливний характер висипань, коли окремі висипання можуть візуально не виявлятися. Після закінчення висипу часто відбувається лущення шкіри. Неприємний запах з рота на відстані є рідким. І велика летальність не є характерною для кору.

## Чума
Прояви чуми починаючи з VI століття (перша пандемія чуми Юстиніанова) включали багато симптомів з тих, що перерахував Гален, але головним є бубон, що складає сутність ведучої клінічної форми — бубонної чуми. Такий уважний лікар як Гален безумовно відзначив би цей яскравий симптом. Епідеміологічною ознакою чуми є наявність у містах чорних пацюків, які згідно з історичними даними поширилися в Європі тільки у VI столітті. Вони передають хворобу через укус своїх бліх. Це не відмітив Гален.

## Роздуми про причину пандемії
Після того, як будуть знайдені рештки померлих того часу, про які буде чітко відомо, що це померлі від Антонінової моровиці, вони будуть перевірені на всі хвороби, що вважаються можливою причиною моровиці, за допомогою технології ПЛР-тестування і тоді буде достовірно встановлено причину. Поки таких доказів немає, переважання характерних клінічних особливостей натуральної віспи та кору в клінічному перебігу моровиці з найбільшою часткою ймовірності свідчить про те, що вони можуть бути причиною моровиці. 

## Наслідки пандемії
Між 166 і 169 роками від мору померло близько чверті особового складу східних легіонів і приблизно п'ята частина дунайської армії. Серед цивільного населення особливо важких втрат зазнали найбільші мегаполіси, де проживало по кілька сотень тисяч мешканців. У Римі, за словами Діона Кассія, хвороба забирала життя близько 2000 чоловік щодня, причому вмирав кожен четвертий з тих, що заразилися. В Іспанії знелюднили цілі області: їхнє населення або вимерло, або втекло, рятуючи життя. Податкові списки з Єгипту малюють картину масової загибелі і втечі уцілілих жителів у віддалені райони. Таким чином, в 166—189 роках жертвами пандемії стали від 7 до 10 млн осіб.
Після цієї пандемії антонінівські імператори змушені були прийняти численні закони про способи переміщення та поховання трупів, а також про суворі покарання, що мають бути задіяні, якщо правила не будуть дотримані.